# 菊川孝夫
菊川 孝夫（きくかわ たかお、1909年（明治42年）12月7日 - 1986年（昭和61年）1月18日）は、昭和期の労働運動家、政治家。参議院議員。

## 経歴
三重県出身。1927年（昭和2年）名古屋鉄道局教習所普通部業務科を卒業し、同年、北陸線糸魚川駅貨物掛に就任した。
その後、国鉄労働組合総連合会準備委員長、同初代中央執行副委員長、全国官公庁労働組合連絡協議会副議長、国会闘争共同委員会事務局長などを務めた。
1950年（昭和25年）6月の第2回参議院議員通常選挙で全国区に日本社会党公認で出馬して当選し、参議院議員に1期在任した。この間、社会党中央執行委員などを務めた。1956年（昭和31年）7月の第4回通常選挙で三重県地方区に鞍替えして立候補したが、斎藤昇に惜敗した。1959年（昭和34年）6月の第5回通常選挙で、再度、三重県地方区から立候補したが井野碩哉に敗れた。
1980年（昭和55年）春の叙勲で勲三等旭日中綬章受章。
1986年（昭和61年）1月18日死去、75歳。死没日をもって正五位に叙される。